# Idaea glomerata
Idaea glomerata är en fjärilsart som beskrevs av Louis Beethoven Prout 1937. Idaea glomerata ingår i släktet Idaea och familjen mätare. Inga underarter finns listade i Catalogue of Life.